# Подвижной состав Петербургского метрополитена
Подвижной состав Петербу́ргского метрополите́на по состоянию на 1 января 2025 года, по данным издания «Фонтанка.ру», насчитывал 1978 вагонов, не считая служебных. В число пассажирских входят вагоны с двумя принципиально различающимися между собой системами управления тяговыми электродвигателями — реостатно-контакторной (ею, в частности,  управляются коллекторные электродвигатели) с электрическим, а также пневматическим торможением по системе Вестингауза) и асинхронным тяговым приводом. Эксплуатируемыми в пассажирском движении вагонами с реостатно-контакторной системой управления по состоянию на первое полугодие 2025 года являются Ема-502/Ем-501 (на момент их задействования в движении с пассажирами — старейший тип подвижного состава в СНГ) и 81-717/714 (у которых для эксплуатации на Московско-Петроградской линии планировалась также тразнисторно-импульсная система управления) с модификациями (и отдельной моделью 81-540.1/541.1, являющейся переделкой опытного, непошедшего в серийное производство проекта 81-550/551/552), а с асинхронным тяговым электродвигателем — «НеВа», «Юбилейный» (у обоих также по две модификации, распределённых по линиям, помимо оригинальных моделей) и, начиная с 2022 года, «Балтиец», у которого в будущем также планируется модификация (его дизайн и составность изменены для поставок в Новосибирский и Нижегородский метрополитены). По информации проекта SsVMedia, количество модификаций вагонов серии 81-717/714 в Петербургском метрополитене является наибольшим среди метрополитенов РФ.
В метрополитене применяется та же ширина колеи, что и на железных дорогах России — 1520 мм. Для питания электропоездов энергией применяется расположенный сбоку от путей третий (контактный) рельс, на который подаётся напряжение 825 В постоянного тока (на шинах подстанций — не более 975 В, на токосъёмнике вагона — не менее 550 В), токосъём осуществляется с нижней стороны рельса, принимаемый башмаком токоприёмника. Контактный рельс находится в пассажирской видимости (слева относительно движения поезда) на таких станциях с береговыми платформами, как «Девяткино», «Купчино», «Парнас», «Рыбацкое», «Шушары» и «Дунайская».
В Петербургском метрополитене существует электродепо ТЧ-2 «Дачное», к которому не приписан никакой подвижной состав в связи с исключительно ремонтным предназначением.

### Галерея

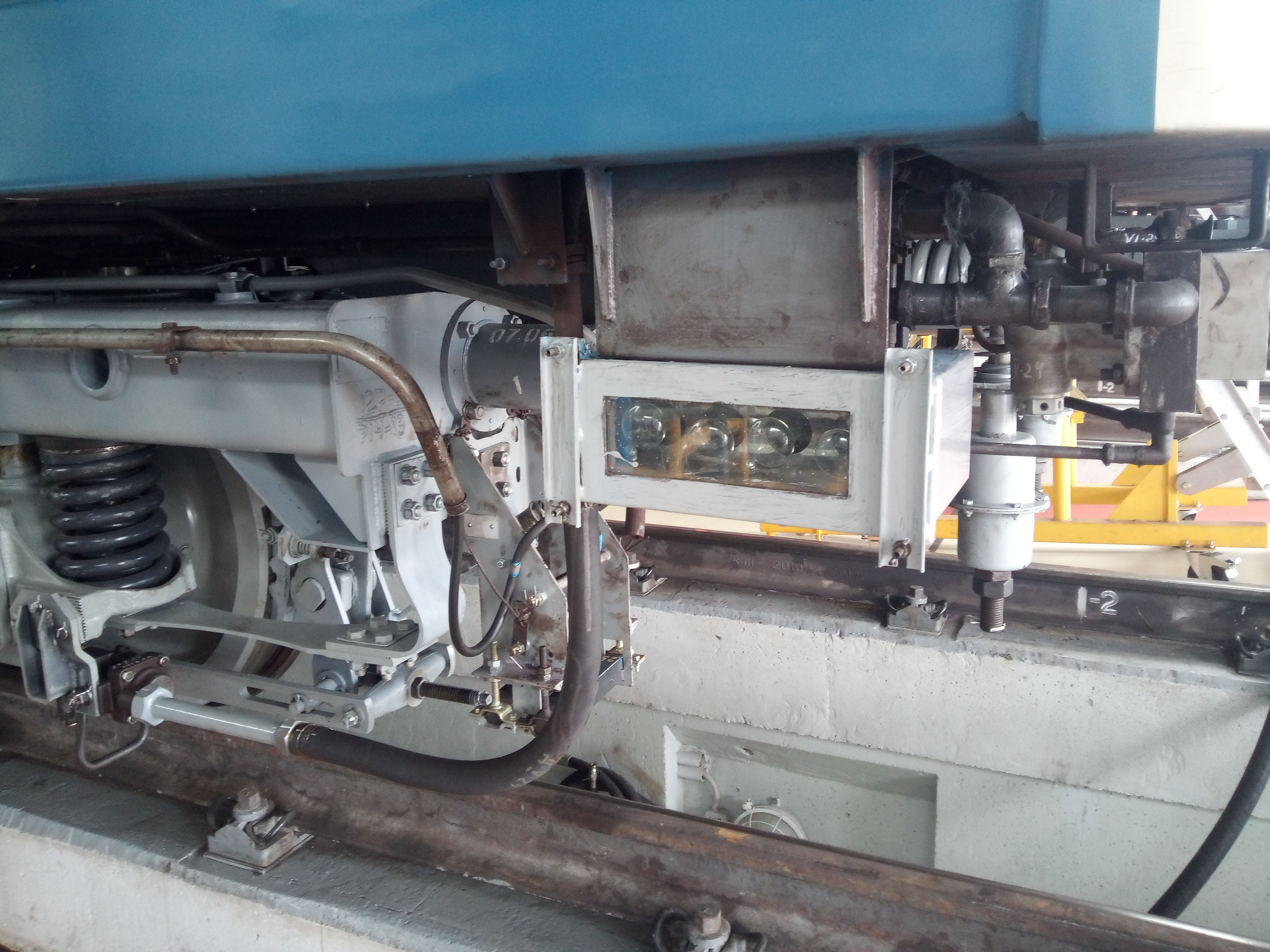
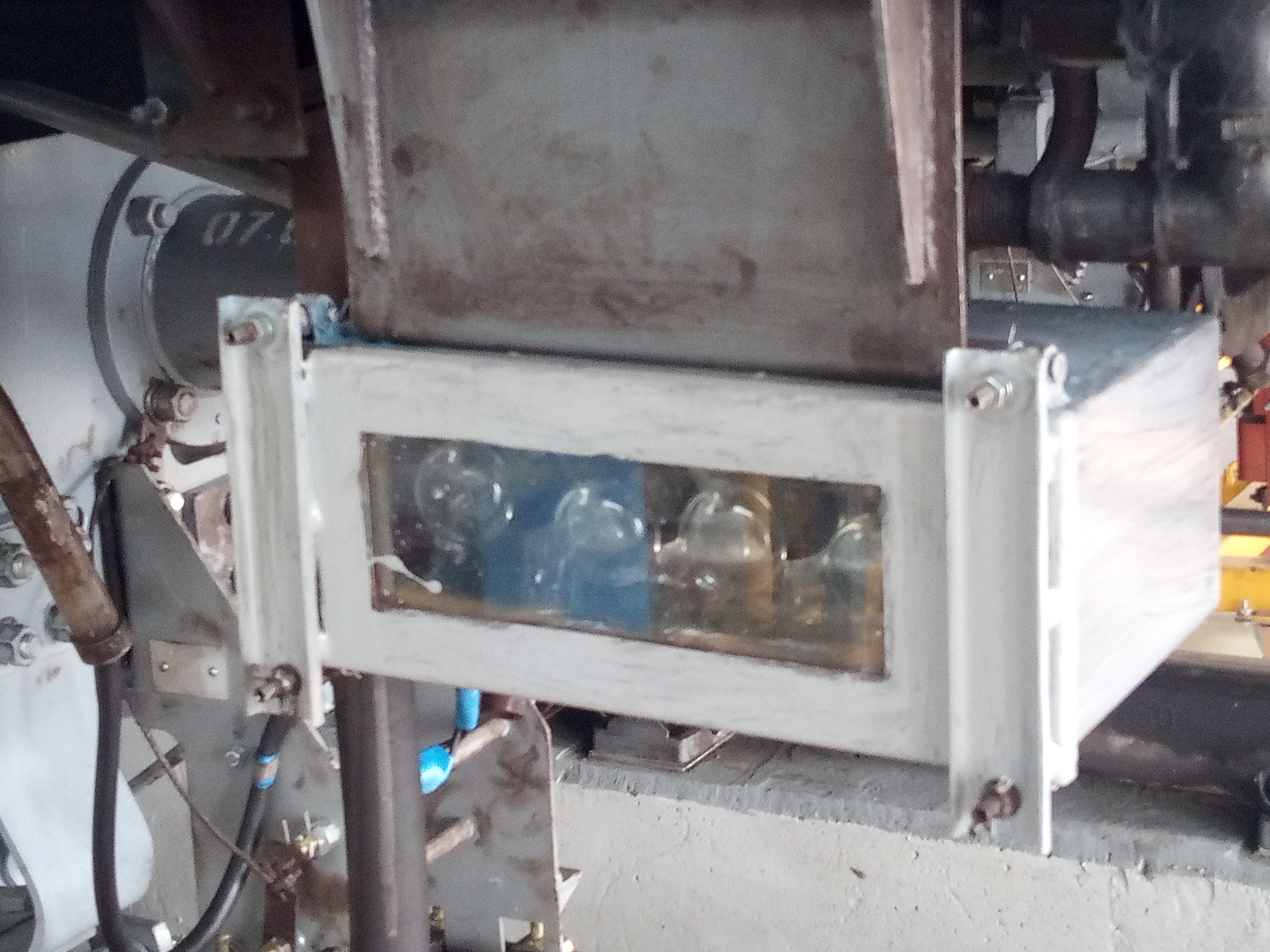
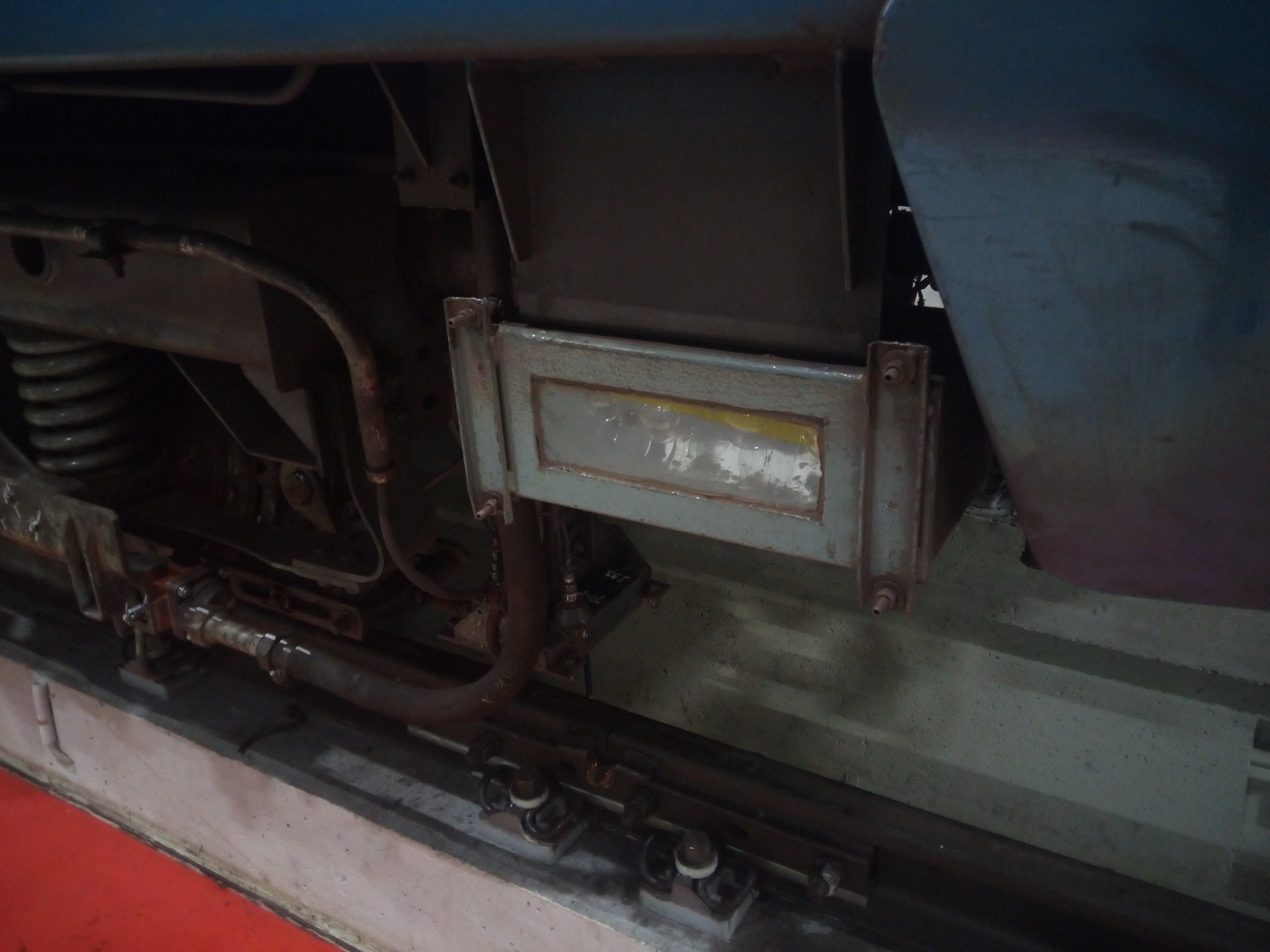
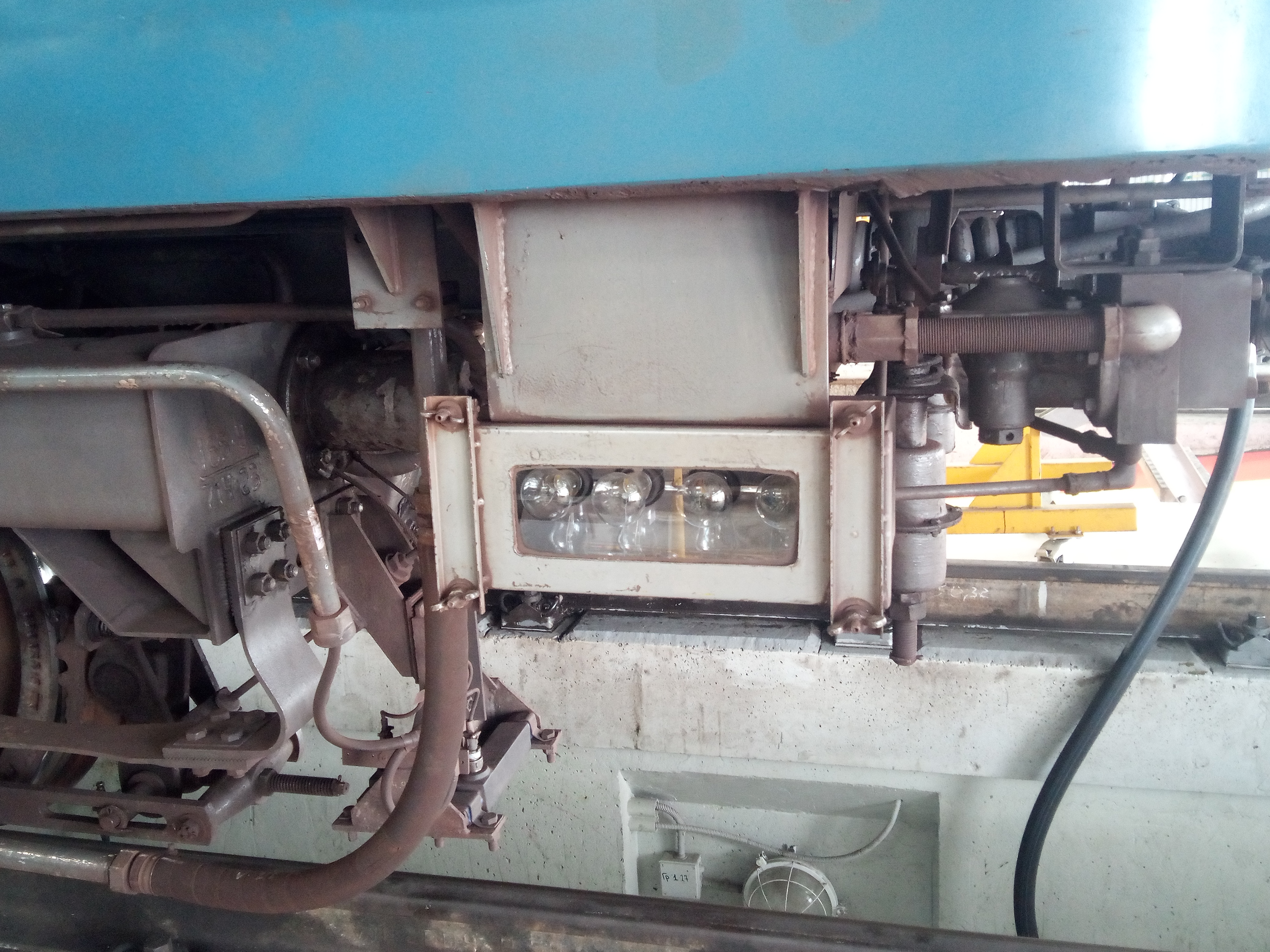
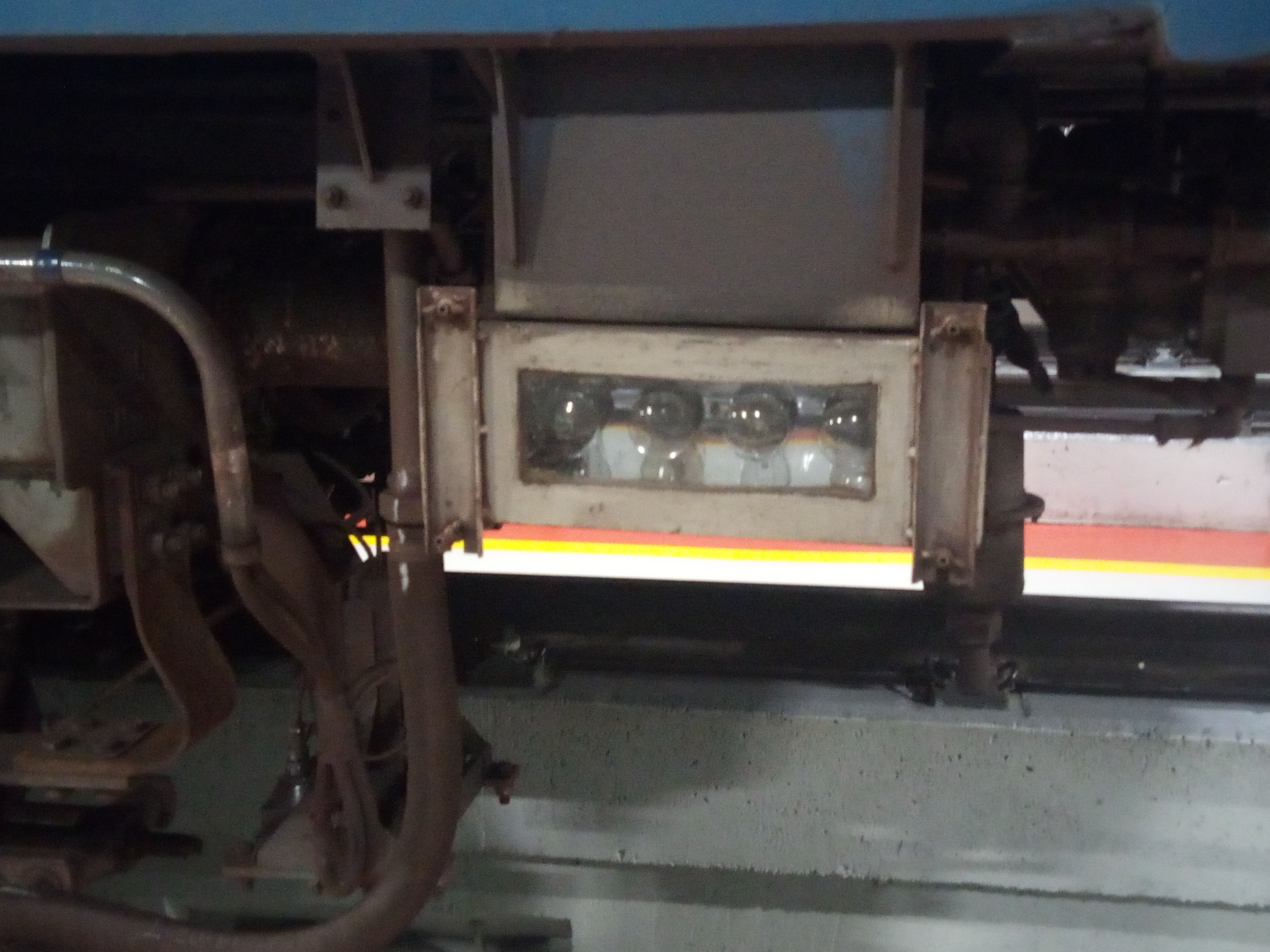
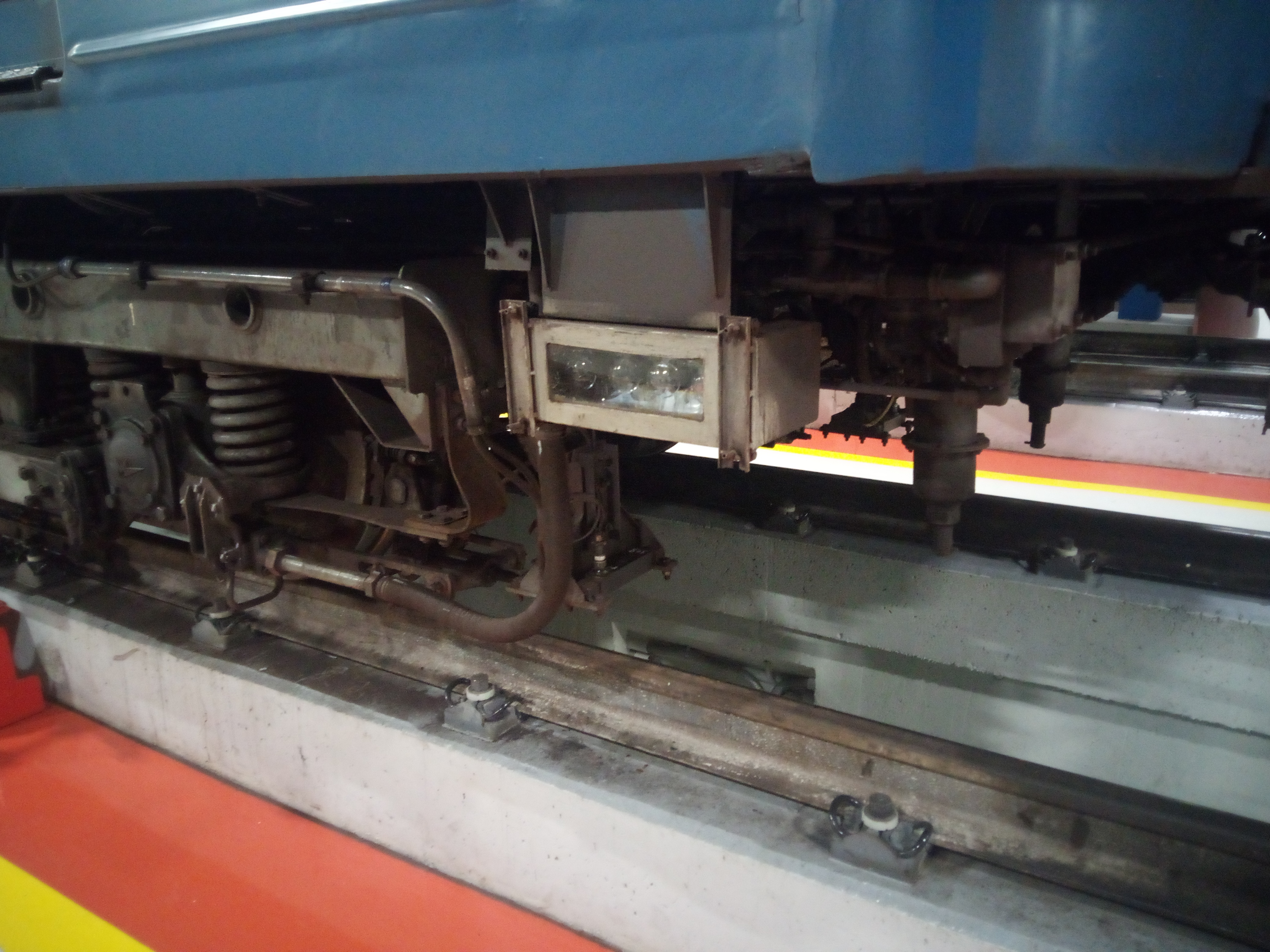
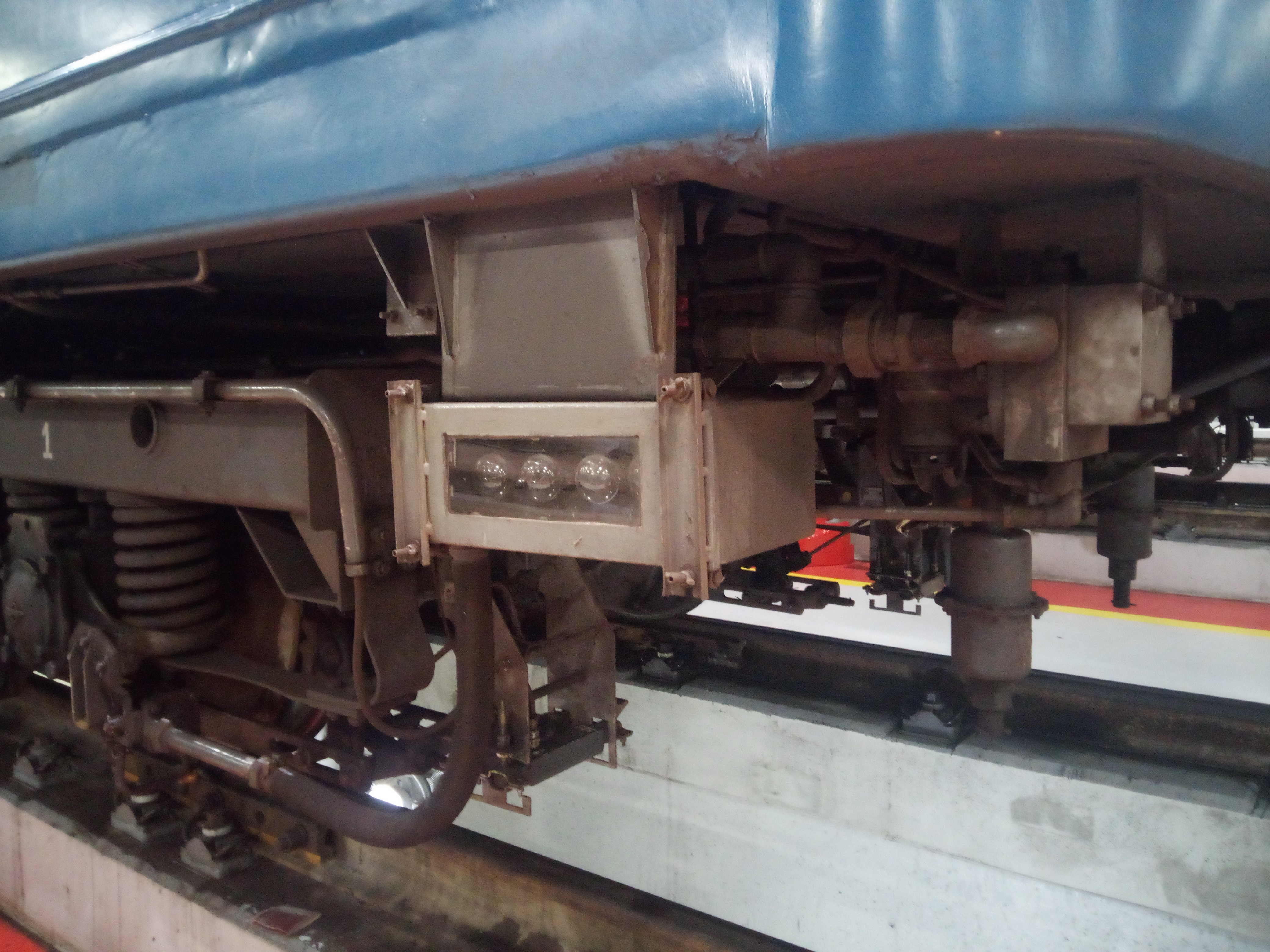
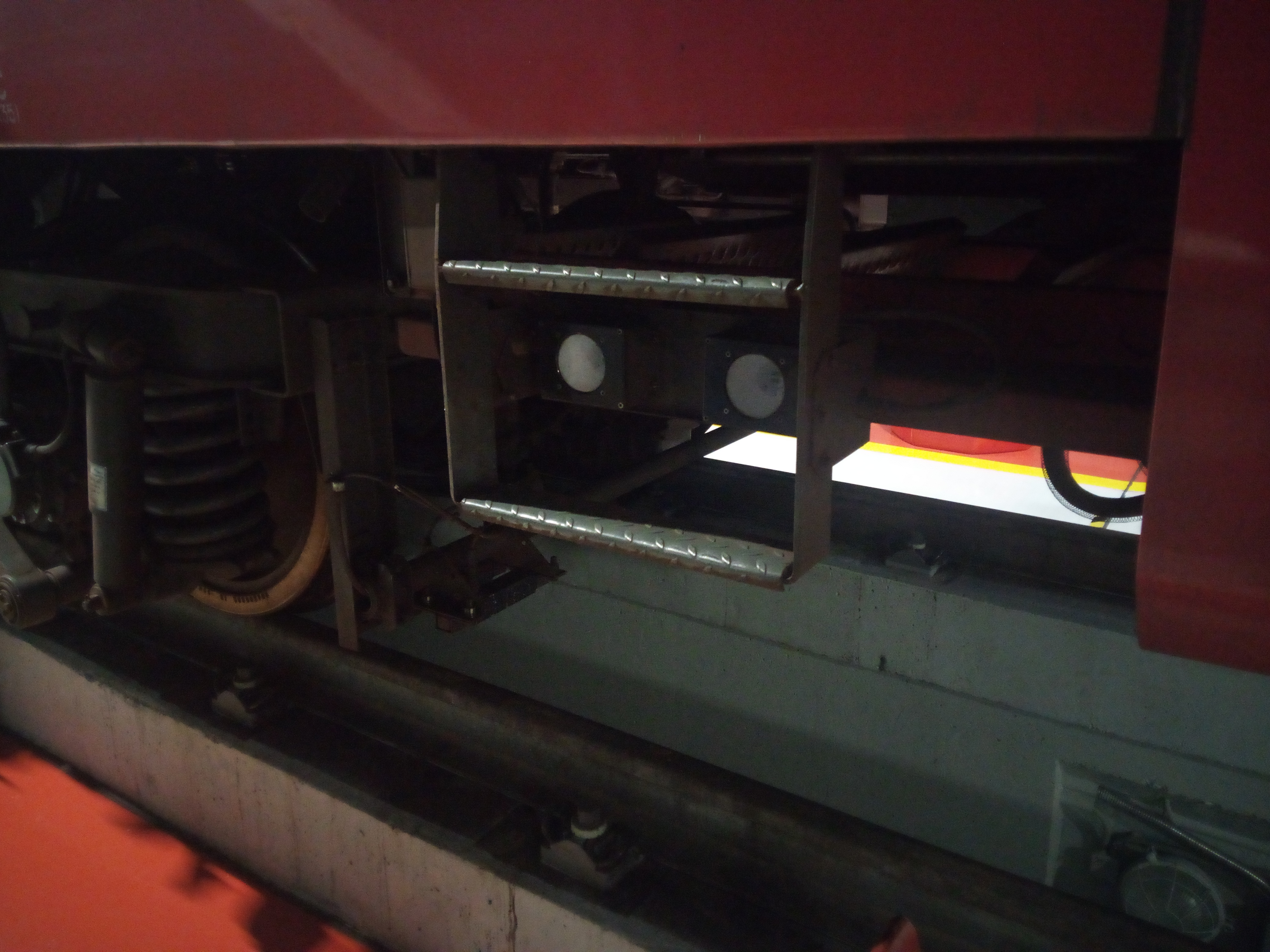
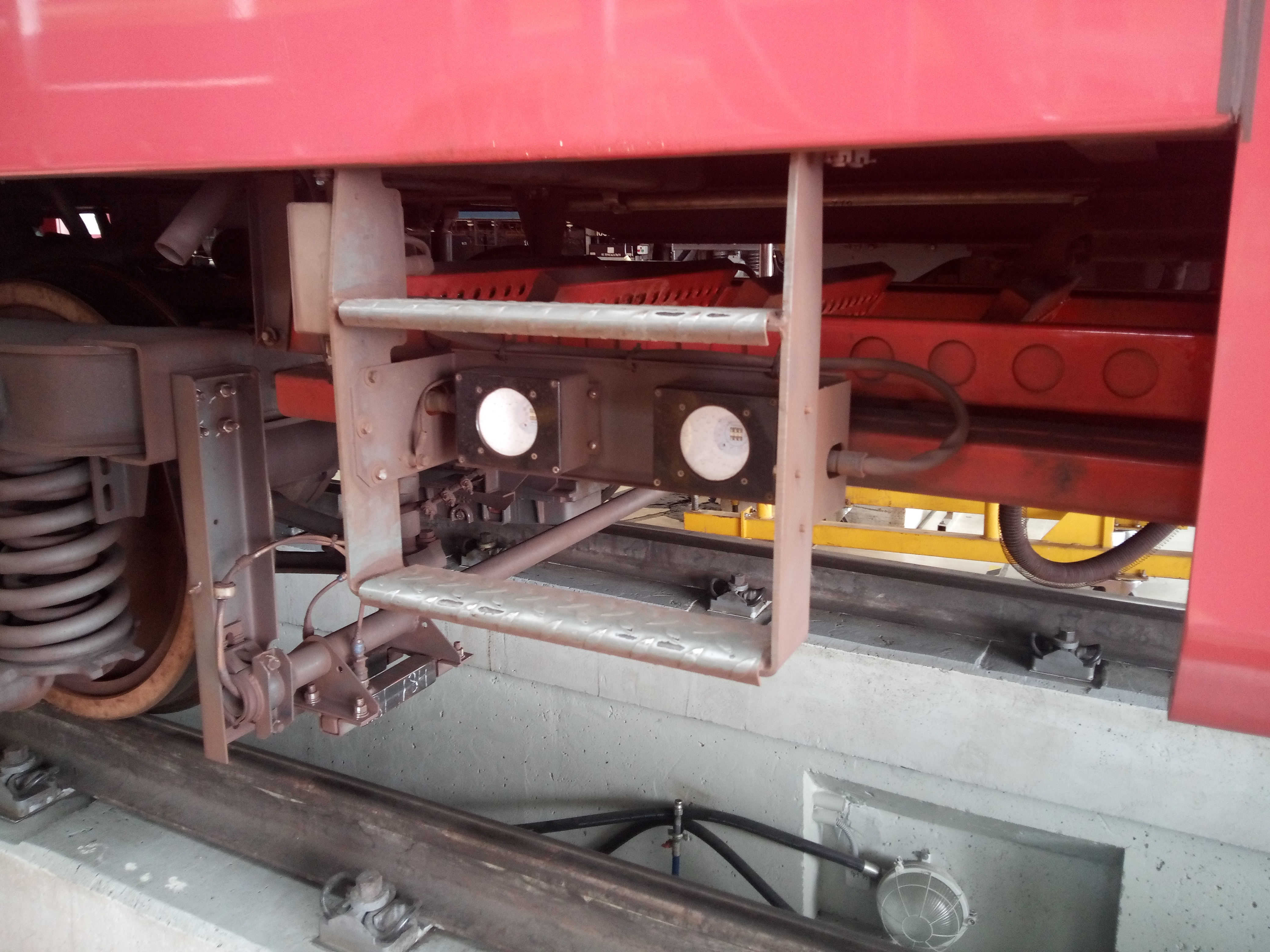

## Пассажирский подвижной состав

### Составность
Количество вагонов в составе поезда (а также общего расчёта линий на них) на пяти действующих линиях Петербургского метрополитена (и, в будущем, шести), в отличие от других городов стран бывшего Соцлагеря (за исключением Московского), различается. На Кировско-Выборгской, Лахтинско-Правобережной и Фрунзенско-Приморской линиях эксплуатируется 8 и 7 вагонов соответственно (с перспективным расчётом обеих на 8, также касающийся Красносельско-Калининской линии), на Московско-Петроградской и Невско-Василеостровской — 6 с отсутствием перспективы увеличения составности. Это является следствием выхода постановления ЦК КПСС и Совета министров СССР № 1871 «Об устранении излишеств в проектировании и строительстве» 4 ноября 1955 года, впоследствии отрицательно сказавшееся на пропускной способности линий (их загруженности). Также её ограничивает наличие станций закрытого типа.
На момент открытия первой очереди из семи станций (с проездом «Пушкинской» без остановки ввиду неготовности наклонного хода) — «Автово», «Кировский завод», «Нарвская», «Балтийская», «Технологический институт» (первый зал, до его преобразования в кросс-платформенную пересадку 29 апреля 1961 года), «Владимирская» и «Площадь Восстания» по линии курсировали составы из 4-х вагонов «Г», затем, после отстранения вагонов «Г», — «Д». Позже составность с запущенными в эксплуатацию вагонами «Е» (впоследствии также их модификациями Ема/Ем/Емх и Ема-502/Ем-501/Емх-503) была увеличена до 5, 6, 7 и, начиная с 2004 года, 8 вагонов (с закрытым последним дверным проёмом в последнем вагоне — часть вагона с ним на большинстве станций после остановки поезда остаётся в тоннеле).

### Техническое обустройство
Подвижной состав Петербургского метрополитена, в зависимости от системы управления его тяговыми электродвигателями, разделяется на два вида: головной и промежуточный вагоны (в случае с реостатно-контакторной системой управления все являются моторными, ею управляются коллекторные электродвигатели) и асинхронными тяговым приводом. В случае с асинхронным тяговым приводом вагоны подразделяются на головные моторные, промежуточные моторные и промежуточные безмоторные (без тяговых двигателей), последние из которых используются для снижения общего веса всего состава.

### Особенности

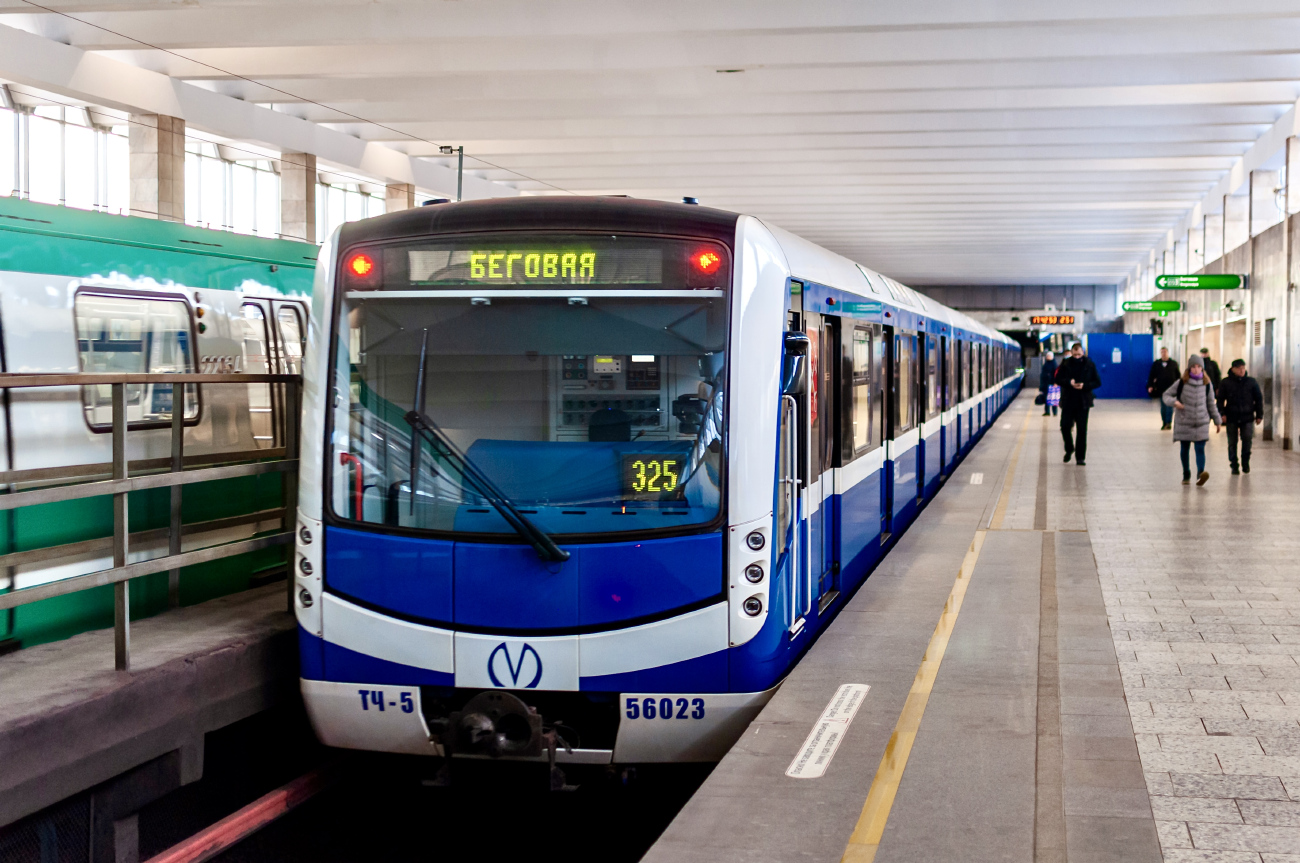
Состав модификации поезда «НеВа» 81-556.1/557.1/558.1

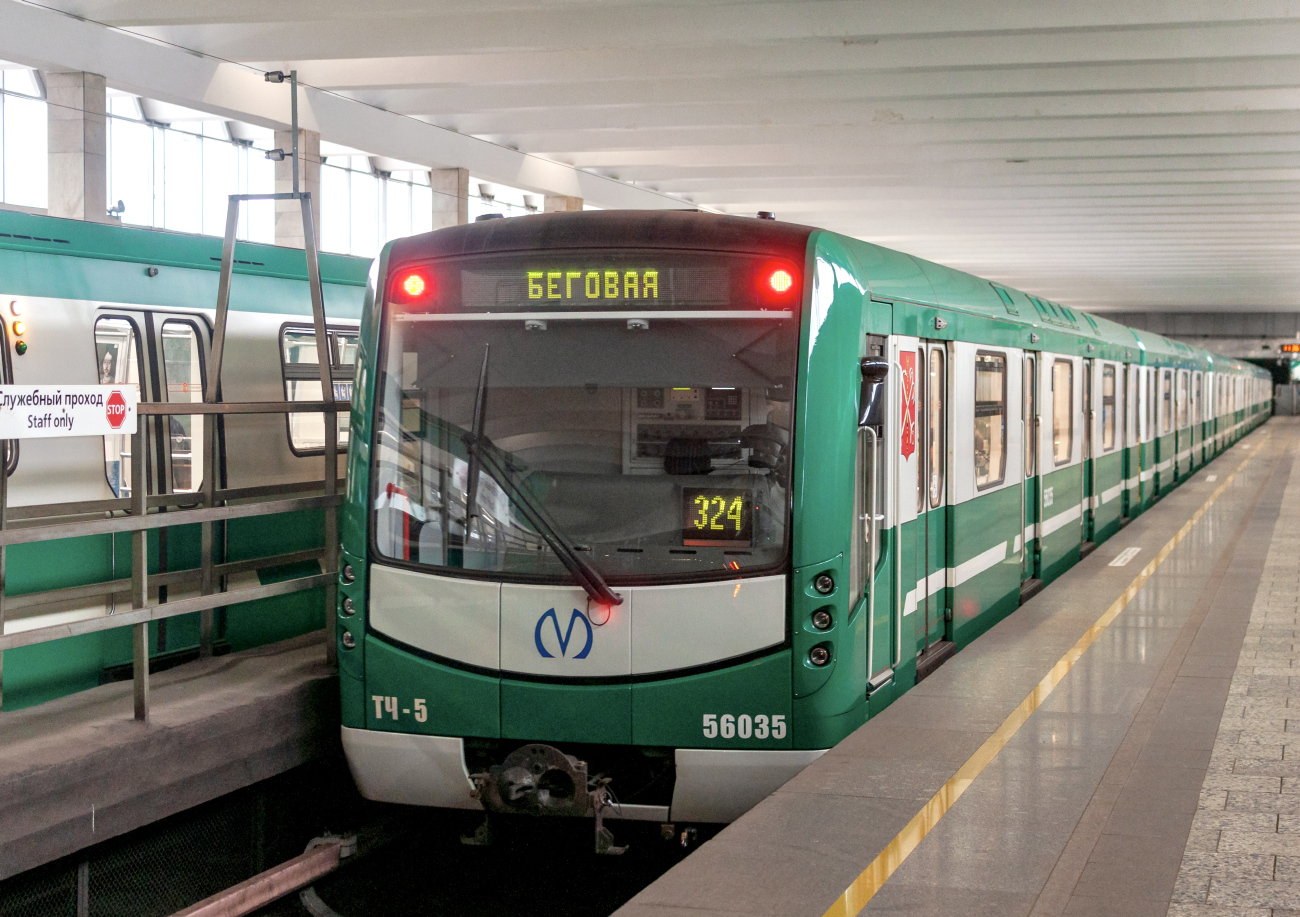
Состав модификации поезда «НеВа» 81-556.2/557.2/558.2.
Также заводское обозначение от чешского производителя Škoda Transportation (г. Пльзень):
18.1Mt/19.1Mt/20.1Mt
(81-556.1/557.1/558.1)
18.2Mt/19.2Mt/20.2Mt
(81-556.2/557.2/558.2)
81-556 — головной моторный вагон, 81-557 — промежуточный моторный вагон, 81-558 — промежуточный безмоторный вагон

Поезд «НеВа», выпущенный заводами ЗАО «Вагонмаш» (бывш. Ленинградский вагоностроительный завод им. И. Е. Егорова) и ООО «Вагонмаш» (на Кировском заводе совместно со Škoda Transportation) в оригинальной модели и двух модификациях, назван, вопреки ошибочному мнению о реке, по Невско-Василеостровской линии, для эксплуатации для которой и был специально разработан, о чём говорят первые две буквы названия линии, хотя имеются сведения о планировавшихся поставках на Кировско-Выборгскую линию в электродепо ТЧ-1 «Автово», в связи с чем он мог быть в 8-вагонной составности.
С 2016 года, начиная с поставок поездов модели 81-722.1/723.1/724.1 «Юбилейный», по инициативе «Трансмашхолдинга» введена практика окрашивания вагонов в цвет линии, на которой они эксплуатируются.

#### Эксплуатация подвижного состава со станциями закрытого типа (вне зависимости от вида системы управления тяговыми электродвигателями)
В Петербургском метрополитене находятся первые в мире построенные в нём в годы постановления ЦК КПСС и Совета министров СССР «Об устранении излишеств в проектировании и архитектуре» от 4 ноября 1955 года» станции закрытого типа (без боковых просадочных платформ, или боковых станционных тоннелей), состоя из центрального зала. Для привидения в движение расположенных на них платформенных раздвижных дверей применяется светильник открытия станционных дверей (СОСД) справа снизу по ходу движения поезда.

### Нарекания и конструктив

#### Поезда с асинхронным тяговым приводом
Изначально поезд «НеВа» планировался с прислонно-сдвижными дверьми (перед открытием выдвигающимися за кузов вагона), однако при его создании было сочтено, что с такой конструкцией состав не подпадёт под габариты расположенных на Невско-Василеостровской линии станций закрытого типа (неофициально называемых «горизонтальными лифтами»), в связи с чем от этого отказались в пользу стандартных «карманных» дверей. Впоследствии же такой подход был пересмотрен с принятием решения о запуске поездов «Балтиец» на Московско-Петроградскую линию в рамках масштабного обновления подвижного состава, где также расположены станции закрытого типа (и, в том числе, самая первая в мире из таких — «Парк Победы») и на Красносельско-Калининскую линию, две станции первой очереди которой («Юго-Западная» и «Путиловская») планируются оснащёнными платформенными раздвижными дверьми.
Эксплуатация электропоездов «Юбилейный» на Невско-Василеостровской линии, по информации издания «Фонтанка.ру», была начата с рядом технических неполадок, таких как самопроизвольное включение светильника открытия станционных дверей (СОСДа), отвечающего за работу автоматических платформенных раздвижных дверей на станциях закрытого типа, остановку поезда в тоннеле и самопроизвольное отключение кабины, что, предположительно, было связано с несанкционированным открытием торцевых дверей вагонов, Петербургским метрополитеном, однако, отрицавшееся.

#### Поезда с реостатно-контакторной системой управления
Из-за наличия станций закрытого типа в 1960-х годах находящимся на них линиям не подошли вагоны типа «Е», имевшие, по сравнению с предыдущим типом вагонов «Д», иную планировку, в связи с чем Мытищинскому машиностроительному заводу пришлось конструировать их усовершенствованную (модернизированную) версию — Ем.

### Неофициальные названия поездов с реостатно-контакторной системой управления
В связи с тем, что вагоны серии 81-717/714 стали первым в своём роде подвижным составом, не получившие ранее традиционного буквенного обозначения, что было вызвано планами их изначально временного использования, а, впоследствии, запуска в массовое серийное производство из-за неудачи с вагонами «И» и, вследствие этого, ввода в СССР единой системы классификации подвижного состава, у них возникло неофициальное название «Номерной». В частности у Московского метрополитена имеется случай его упоминания в документации, помимо официального заводского обозначения. Также его используют в постах социальной сети «ВКонтакте» и Telegram-канала мэр Москвы Сергей Собянин и Департамент транспорта; встречается в региональных СМИ, различных сайтах и интернет-журналах, на сайте телеканала «Москва 24», в агентстве ТАСС.
За счёт видоизменений модификаций вагонов 81-717/714, у них также появились, помимо заводского обозначения, свои неофициальные названия. Так, в Петербургском и Новосибирском метрополитенах эксплуатируются электровагоны серий 81-717.5П/714.5П, 81-540.2/541.2 (Санкт-Петербург) и 81-540.2Н/541.2Н (Новосибирск), получившие из-за специфики вида лобовой части (т. н. «маски») неофициальное название «Пришелец».
В Петербургском метрополитене на Московско-Петроградской линии с припиской к обслуживающему её электродепо ТЧ-6 «Выборгское» эксплуатируются вагоны серии 81-540.1/541.1 с неофициальным названием «Боинг».
В документации Петербургского метрополитена используется аналог неофициального названия «Номерной» — «81-я серия», который, однако, упоминается не везде. Наименование является некорректным, поскольку цифровой индекс «81», согласно единой системе классификации подвижного состава, применяется ко всем без исключения вагонам метрополитена, произведённым в СССР, России, а также глубоко модернизированным в Тбилиси, Ереване (81-717М/714М и 81-717М), Праге (81-71М), Киеве (поезд «Е-КМ» (81-7080/7081)) и заново построенным для Будапештского и Софийского метрополитенов — 81-717.2К/714.2К и 81-717.4/714.4.

### Изменение планов по оснащению поездами двигателей
Помимо поезда «Балтиец», для которого, в связи с санкциями, пришлось изготавливать российский асинхронный тяговый привод (до их введения и массового ухода иностранных компаний из России планировалось использование привода японской компании «Hitachi»), заниматься импортозамещением приходится и с поездом «НеВа». Он на 31 % состоит из российских комплектующих, в процессе ремонта эту долю увеличили ещё на 10 %, в связи с чем в нём остаётся ещё более половины иностранных комплектующих. Тем не менее, благодаря замене части импортных узлов на отечественные, проблему ремонта удалось решить; производился на Кировском заводе — месте, где ООО «Вагонмаш» арендовал площадку — место производства поездов «НеВа» после банкротства ЗАО «Вагонмаш».

## Линии эксплуатации
Действующие:
| Линия                   | Подвижной состав                                                                                            | Количество вагонов в составе                                                               |
| ----------------------- | --- | ------------------------------------------------------------------------------------------ |
| Кировско-Выборгская     | 81-502/501, 81-722.1/723.1/724.1, 81-725.1/726.1/727.1                                                      | 8 (с закрытым последним дверным проёмом справа и слева по каждый из двух головных вагонов) |
| Московско-Петроградская | 81-717/714 с модификациями, в том числе 81-717.5П/714.5П, 81-540.1/541.1, планируется: 81-725.2/726.2/727.2 | 6                                                                                          |
| Невско-Василеостровская | 81-556/557/558, 81-556.1/557.7/558.1, 81-556.2/557.2/558.2, 81-722.3/723.3/724.3                            | 6                                                                                          |
| Лахтинско-Правобережная | 81-717/714, 81-717.5/714.5П, планируется: 81-725/726/727                                                    | 7                                                                                          |
| Фрунзенско-Приморская   | 81-717/714 с модификациями, в том числе 81-540.2/541.2, планируется: 81-725.2/726 2/727.2                   | 7 (планируется: 8)                                                                         |

Планирующиеся в перспективе:
| Линия                     | Подвижной состав             | Количество вагонов в составе |
| ------------------------- | ---------------------------- | ---------------------------- |
| Красносельско-Калининская | 81-725/726/727 (планируется) | 8 (планируется)              |
| Кольцевая                 | неизвестно                   | неизвестно                   |
| Адмиралтейско-Охтинская   | неизвестно                   | неизвестно                   |

На этапе первой очереди Красносельско-Калининской линии (из двух станций — «Юго-Западная» и «Путиловская»), помимо поездов «Балтиец» в количестве пяти составов, предусматривалась эксплуатация поездов 81-722/723/724 «Юбилейный» в 6-вагонной составности при планирующемся обслуживании в электродепо ТЧ-1 «Автово», однако поезда, оборудованные асинхронным тяговым электродвигателем, в 6-вагонном исполнении в Петербургском метрополитене по состоянию на начало 2025 года обслуживаются только в ТЧ-5 «Невское».

## Иногородние поставки
При изготовлении и поступлении в эксплуатацию поезда «Балтиец» изначально планировалось, что он, аналогично поезду «НеВа», будет предназначен только для Петербургского метрополитена, однако 25 июля 2024 года нижегородское издание «НН.ру» опубликовало новость о планах поставок «Балтийцев» в Нижегородский метрополитен под продление Автозаводской линии до станций «Площадь Свободы» и «Сенная» и Сормовско-Мещерской линии до станции «Сормовская». Вскоре «Трансмашхолдинг» также объявил об их производстве для Новосибирского метрополитена на Ленинскую и Дзержинской линии. Для Новосибирского метрополитена вскоре было присвоено название поезда «Ермак».
В соответствии с условиями эксплуатации в обоих городах, составность будет сокращена до пяти вагонов по сравнению с составностью в Петербургском метрополитене — от 6 до 8 вагонов.

## Критика современных технических решений
Петербургскому метрополитену ставят в пример Московский, проводя сравнение подвижного состава по наличию кондиционеров и сквозного прохода — возможность пройти через весь поезд без выхода на платформу, от которых Петербургский метрополитен отказался по ряду причин, в числе которых, утверждаемые им, — особенности профиля пути в электродепо (S-образные кривые (повороты) малого радиуса (до 60 м по сравнению с 200 м в Московском метрополитене) (однако Петербургский метрополитен приводит контрдовод, что требования установлены проектировщиками, без непосредственного участия предприятия, хотя в планирующих приобретение поездов «Балтиец» без сквозного прохода Нижегородском и Новосибирском метрополитенах кривые представлены в иной степени), распространение токсичных веществ в салоне и взрывной волны, неравномерное распределение пассажиров, а также неподпадание габаритов подвижного состава под станции закрытого типа. Такой подход не находит поддержки у интернет-сообщества и наблюдателей, поскольку, в частности, поезд «Балтиец» сделан на базе поездов серии 81-765/766/767 «Москва», кузова модификации которых — 81-765.7/766.7 «Минск-2024» специально скорректированы под станции Зеленолужской линии с платформенными раздвижными дверьми. Также, по словам начальника Петербургского метрополитена Евгения Козина, необходим комплекс тоннельной вентиляции, дополняющей вентиляцию и кондиционирование в вагоне. Кроме того, имеются сведения, что и сквозной проход, и кондиционеры были рекомендованы техническим заданием ещё для поездов «Юбилейный». Несмотря на то, что сквозной проход также предлагался метростроительной отраслью в качестве решения проблемы эвакуации пассажиров со станций закрытого типа (которой, впрочем, никогда не производилось за всё время их существования), по мнению вице-губернатора Кирилла Полякова, отказ от сквозного прохода является технологичным решением.

## Проекты модернизации (переоборудования из головного вагона в промежуточный)
Для продления Лахтинско-Правобережной линии виде перспективного участка «Спасская» — «Горный институт» планировалось проведение модернизации головных вагонов серии 81-540.8, приписанных к электродепо ТЧ-3 «Московское» в промежуточные вагоны с целью увеличения их пассажировместимости, в связи с чем модель должна была полностью прекратить своё существование, однако конкурс на модернизацию ввиду отсутствия заявок вскоре был отменён. Впоследствии процесс модернизации был возобновлён. Модернизация проводилась на ОЭВРЗ; две разновидности головных вагонов серии 81-540.8 в количестве пяти единиц с неофициальными названиями «Саблезуб» и «Головастик» 14 сентября 2024 года находились на железнодорожной станции Автово.

## Проекты реставрации подвижного состава, используемого в пассажирском движении
В 2017 году после капитально-восстановительного ремонта в Петербургском метрополитене в свой первозданный облик (с «подстекольным» расположением фар и логотипом завода «Метровагонмаш» между ними) вернули первый серийный вагон типа 81-717 № 9050. Приписан к электродепо ТЧ-6 «Выборгское» и эксплуатируется на Московско-Петроградской линии.

## Музейный подвижной состав
Среди музейного подвижного состава числятся 2 вагона Д, 2 вагона Е, 1 вагон В-4, 1 вагон Г, 1 вагон Ем, 1 вагон Ема-502, 1 вагон МК2/15 (мотовоз). Все экспонаты базируются в электродепо ТЧ-7 «Южное».

## Служебный подвижной состав
Парк специального подвижного состава метрополитена по состоянию на 31 декабря 2019 года составлял:
- локомотивов МРТ — 33 единицы;
- платформ МРТ — 40 единиц;
- снегоочистителей — 10 единиц;
- грузовых вагонов — 4 единицы;
- универсальных платформ — 4 единицы;
- дефектоскоп — 1 единица;
- путеизмеритель — 1 единица;
- габаритный вагон — 1 единица;
- механизированный вагон — 1 единица;
- вагон-лаборатория — 1 единица➤;
- вагоны для спецсостава — 3 единицы➤;
- ЗУМПФ — 3 единицы;
- ретропоезд — 4 вагона[комм. 1]➤;
- вагон № 3722 (для нужд АСФ САР) — 1 единица;
- электровозы ЭКА — 10 единиц.

### Ретропоезд
Начал курсировать в честь шестидесятилетнего юбилея Петербургского метрополитена по Кировско-Выборгской линии с 15 ноября 2015 года. Ходил по укороченному маршруту «Автово» — «Площадь Восстания» в праздничные дни. Ныне ходит по также укороченному маршруту «Автово» — «Площадь Ленина». Снаружи оригинальная окраска, внутри оригинальные надписи «Не прислоняться» на дверях. Состоит из 4 вагонов, из них 1 головной вагон Ема, 1 головной Емх и 2 промежуточных Е. Составность: 3935—3369—3427—3934. По данным издания transportSPb, 2025 год станет для них последним в служебной эксплуатации с последующей отправкой в музейную экспозицию электродепо ТЧ-7 «Южное».

#### Спецсостав
Вагон-лаборатория 81-717.5Л построен в 2018 году на ОЭВРЗ и доработан АО «Фирма ТВЕМА». Собран из недостроенного вагона 81-717.2К для Будапештского метрополитена.

#### 81-714.6Д (81-714.5П)
Вагон-дефектоскоп 81-714.6Д построен в 2016 году.

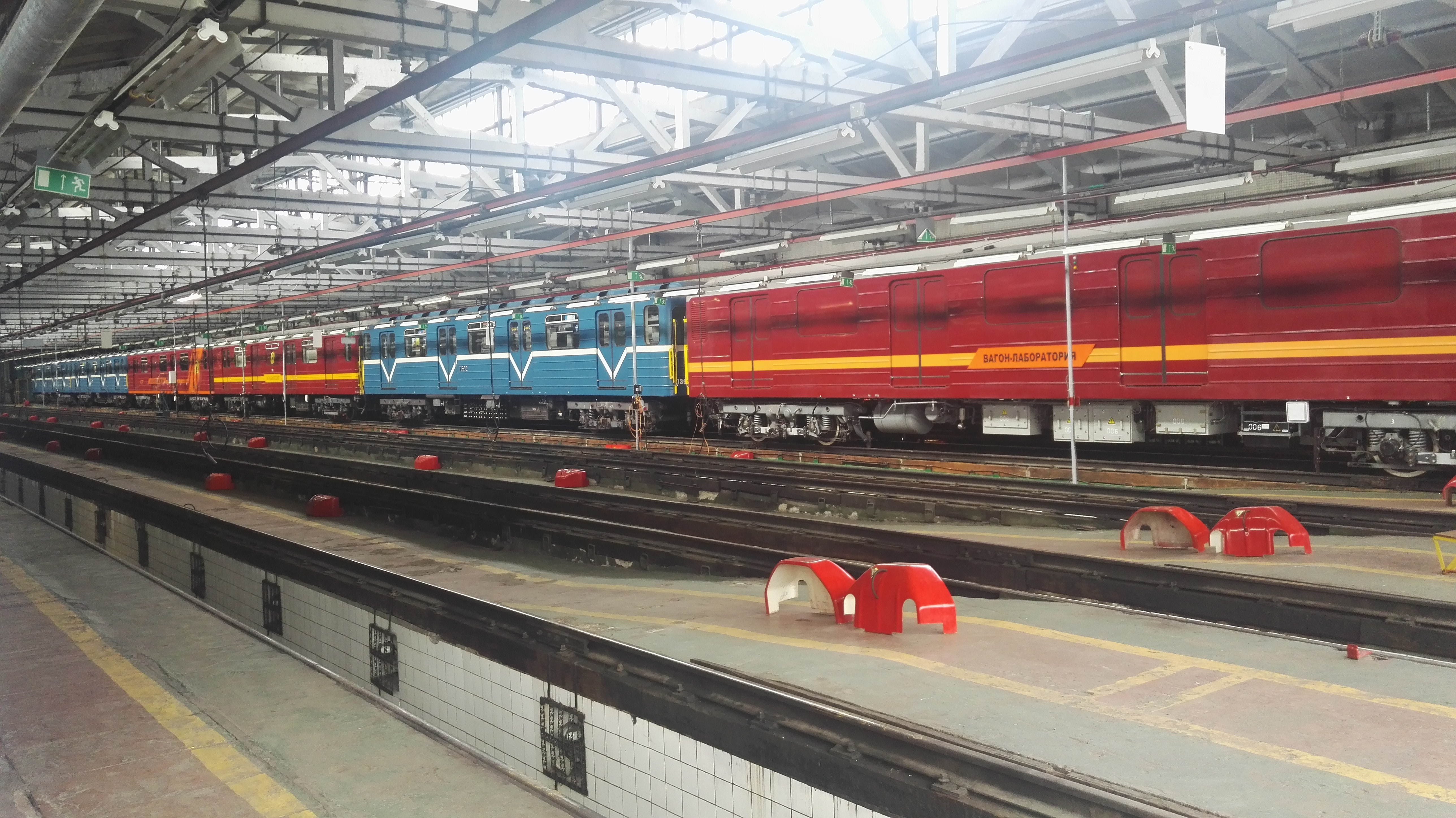
Вагоны 81-717.5Л (первый справа) и 81-714.6Д (четвёртый) в составе служебного поезда в ТЧ-3 «Московское»

## Именные поезда

### Эпохи метро
Начал курсировать в честь 65-летнего юбилея по Невско-Василеостровской линии с 15 ноября 2020 года. Тематическое оформление присутствует только изнутри. Состоит из шести вагонов 81-722.3, 81-723.3 и 81-724.3.

### «Александринский состав»
Курсировал по Московско-Петроградской линии с августа 2022 года до конца 267 сезона Александринского театра.

### «Нижний Новгород: 100% настоящая Россия»
Курсировал по Московско-Петроградской линии с июля 2023 по январь 2024 года.

### 300 лет СПбГУ
Курсирует по Московско-Петроградской линии с июля 2024 года.

## В культуре

### Кинематограф
В 4-й серии первого сезона телесериала «Литейный 4» запечатлены составы Ема-502/Ем-501, действие происходит на Кировско-Выборгской линии.

### Видеоигры
В дополнении (моде) «Metrostroi Subway Simulator» представлен пассажирский подвижной состав Петербургского метрополитена (в том числе выведенный из эксплуатации) в виде вагонов «Д», «Е», Ема-502/Ем-501, 81-717/714, «Юбилейный», 81-540/541, 81-540.1/541.1, 81-540.2/541.2, 81-717.5П/714.5П, 81-540.7/541.7 и 81-540.8/541.8 (обеих разновидностей с неофициальными названиями «Головастик» и «Саблезуб»). Дополнение отличается от других компьютерных симуляторов поезда высокой реалистичностью и широкой кастомизацией каких-либо действий.
«Разработчиками-энтузиастами» также воссоздан ретропоезд в четырёхвагонной составности (Ема/Е/Емх (81-705/703/706) №№ 3935—3427—3369—3934), отстранённый от служебной эксплуатации с последующей в музейную экспозицию электродепо ТЧ-7 «Южное».

## Комментарии
1. ↑  Также действует как экскурсионный